# Ruhrakademie

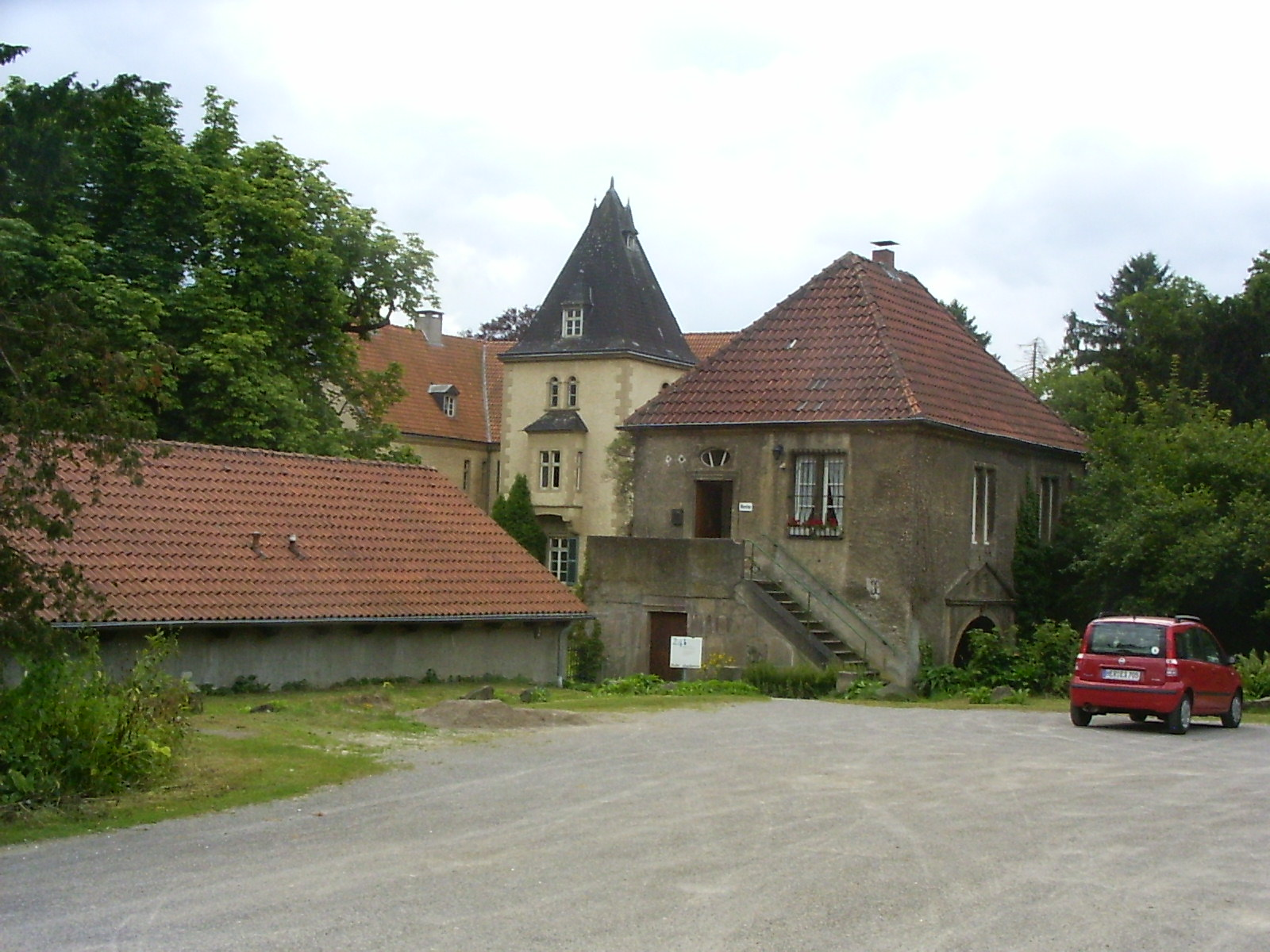
Haus Ruhr, Sitz der Ruhrakademie

Die Ruhrakademie ist eine private Bildungseinrichtung in Schwerte, an der Kunst, Fotografie, Illustration, Filmschauspiel, Kommunikationsdesign, Filmregie und Musik studiert werden kann.

## Geschichte
1985 wurde die Ruhrakademie von Jürgen Störr und seiner Frau Roswitha Störr gegründet, die sie bis heute leiten.
Die Ruhrakademie ist eine der ältesten und erfolgreichsten Akademien mit privater Trägerschaft in Deutschland. Die Studenten und Absolventen wurden mit zahlreichen nationalen und internationale Preisen ausgezeichnet. Akademieleiter Jürgen Störr lehrte seit 1977 zusätzlich auch an der Bergischen Universität Wuppertal und von 2009 bis 2019 an der Folkwang-Universität der Künste in Essen, welche sich auf dem Gelände des Weltkulturerbes „Zeche Zollverein“ befindet.
Seit 1987 hat die Ruhrakademie ihren Sitz auf dem Gelände des denkmalgeschützten Schlosses „Haus Ruhr“, dessen Wurzeln auf einen Rittersitz im 15. Jahrhundert zurückgehen. Die Gebäude waren auf Verteidigung ausgelegt. Das Haupthaus sowie die drei Nebengebäude sind im 18. Jahrhundert umgebaut worden. Nachdem das Ehepaar Störr das Schloss 1987 im Erbbaurecht von der Gräfin Von Stosch erworben hatte, wurde es mit erheblichen finanziellen Aufwand renoviert und für den Studienbetrieb der Ruhrakademie ausgebaut. Inmitten des Schlossgeländes steht eine über 250 Jahre alte und unter Naturschutz stehende Rosskastanie, die älteste in Nordrhein-Westfalen. Ein Gesandter Friedrichs des Großen soll bei einer Rast auf Haus Ruhr eine Kastanie aus seiner Satteltasche verloren haben, die er von einer Mission in Persien mitgebracht hat. Dies sei die Geburtsstunde der Kastanienmutter auf heimatlichen Boden gewesen.
Das öffentliche und kulturelle Engagement der Ruhrakademie drückt sich in Projekten wie zum Beispiel dem rPott-Projekt aus: In Kooperation mit der Stadt Schwerte wurden europäische Designer aufgefordert, im Hinblick auf das europäische Kulturhauptstadtjahr 2010 den Entwurf für ein Objekt zu gestalten, in das ein von Ruhrwasser gespeister Setzling der Rosskastanie eine „Zeitkapsel“ habe. Mit diesem Objekt sollte ein symbolischer Betrag zum Gedanken vom vereinten Europa geleistet werden.
In allen Disziplinen ist das Augenmerk während des achtsemestrigen Studiums auf die Praxisnähe gerichtet. Das Studium „Filmschauspiel“ dauert 6 Semester. Dies beinhaltet neben den fachlichen Inhalten auch die überfachlichen Qualifikationen (siehe auch Schlüsselqualifikation). Diesen unmittelbaren Bezug zum späteren Berufsfeld gewährleistet ein Dozierendenkollegium, das vorwiegend aus Praktikern und einigen Wissenschaftlern besteht. Insgesamt sind an der Ruhrakademie über 30 Dozenten tätig. Derzeit unterrichten sie teils interdisziplinär annähernd 300 Studenten. Der Abschluss ist nicht staatlich anerkannt, lediglich die Studiengänge.